# Graniczna Placówka Kontrolna Bielinek
Graniczna Placówka Kontrolna Bielinek – pododdział Wojsk Ochrony Pogranicza pełniący służbę na przejściu granicznym.

## Formowanie i zmiany organizacyjne
W 1955 GPK Barlinek posiadała 15 wojskowych. W 1956 rozwiązano GPK, a jej odcinek i zadania przejęła strażnica WOP Widuchowa.

## Dowódcy placówki
- chor./ppor. Władysław Słomka  (1952-1956)[2]